# AES Laboratoire
AES Laboratoire est un groupe de Biotechnologie spécialisé dans la microbiologie industrielle. Sa filiale la plus importante est AES CHEMUNEX.

## Activités
Depuis 30 ans, AES CHEMUNEX fournit aux laboratoires d’analyses microbiologique, industriels, vétérinaires et médicaux des équipements et kits de diagnostics pour la détection des contaminants (bactéries, virus, prions). AES CHEMUNEX propose une gamme complète de produits à toutes les étapes de l’analyse : du prélèvement de l'échantillon au résultat et notamment une gamme d'analyseurs de microbiologie rapide pour la libération rapide des lots.

## Informations récentes
Depuis 2011, AES Laboratoire fait partie du groupe bioMérieux